# Dumasia henryi
Dumasia henryi là một loài thực vật có hoa trong họ Đậu. Loài này được (Hemsl.) R. Sa & M.G. Gilbert mô tả khoa học đầu tiên năm 2010.